# Valmorea
Valmorea é uma comuna italiana da região da Lombardia, província de Como, com cerca de 2.553 habitantes. Estende-se por uma área de 3 km², tendo uma densidade populacional de 851 hab/km². Faz fronteira com Albiolo, Bizzarone, Cagno, Rodero, Uggiate-Trevano.

## Demografia
| Variação demográfica do município entre 1861 e 2011                               |
|                                                                                   |
| Fonte: Istituto Nazionale di Statistica (ISTAT) - Elaboração gráfica da Wikipedia |